# ألير رافينو دوليل
ألير رافينو دوليل (1778-1850) (بالإنجليزية: Alire Raffeneau Delile)‏ هو عالم نبات فرنسي.